# Justine Pelmelay
Anneke Wilma (Justine) Pelmelay (Leiden, 24 september 1958) is een Nederlandse zangeres.

## Biografie

### De beginjaren
Justine Pelmelay werd als Anneke Pelmelay geboren als dochter van een moeder uit Java en een vader uit Ambon. De artiestennaam Justine is de naam van haar oma. Pelmelay komt uit een muzikale familie. Haar vier broers - Joop, William, Frits en John - en zus Elleke bespelen allen een instrument. Haar zus Elleke en dochter Naomi maken deel uit van The Real Motown Girls. Tevens is Justine Pelmelay een nicht van Julya Lo'ko en Simone Pormes.
Vanaf halverwege de jaren 80 zingt Pelmelay in verschillende Nederlandse groepen, zoals de Pasadena Dream Band, Swinging Soul Machine en The Jody Singers. Tevens verzorgde zij voor veel artiesten de achtergrondzang op hun single of albums. Haar stem is dan te horen bij Gerard Joling, Jerney Kaagman, G'race, maar ook bij Catapult en Rosa King en de rockband van Bert Heerink. Pelmelay zong verschillende reclamespots in, zoals voor Center Parcs en AEG.

### Eurovisiesongfestival
In 1988 zat ze in het achtergrondkoor bij het optreden van Gerard Joling op het Eurovisiesongfestival. Een jaar later mocht ze Nederland zelf op het liedjesfestijn vertegenwoordigen, en wel met het lied "Blijf zoals je bent". De verwachtingen waren hooggespannen: de dag voor het Songfestival stond ze op een gedeelde eerste plaats bij de Britse bookmakers. Een onzuivere noot tijdens het optreden zorgde er echter voor dat Pelmelay slechts als vijftiende eindigde. In dat jaar won voormalig Joegoslavië en op de afterparty zong Pelmelay met Céline Dion en met een aantal andere songfestivaldeelnemers.

### Vervolg (1990-heden)
In de jaren 90 vormde Pelmelay samen met de Nederlands-Indonesische televisiekok Lonny Gerungan het duo Justine & Marlon. Zij brachten met veel succes drie CD albums uit met Indische liedjes en zorgden daarmee voor een revival van de Evergreens uit ons koloniaal verleden. De CD albums haalden stuk voor stuk een notering in de Album Top 20. In de jaren daarna maakte Pelmelay ook nog een paar singles, waaronder "The Man I Love", "Hold Me", "Een vriend laat je niet in de steek" en "Perhaps Love", een duet met John Denver.
In 2005 deed Pelmelay een poging om opnieuw voor Nederland naar het Eurovisiesongfestival te gaan. Hiervoor deed ze mee aan een van de voorrondes van het Nationale Songfestival, met het nummer "What you see is what you get". Datzelfde jaar nog nam ze bij de Dutch Diva's de plaats in van Sandra Reemer, maar hield hier in 2006 mee op om weer solo verder te gaan.
In april 2006 nam Pelmelay een nieuwe solo-single op met de titel "Nothing's Gonna Shut Me Up". Het nummer was geschreven door Paul Mayer en Marco Dirne en werd uitgebracht door uitgeverij Going Beyond Publishing. In februari en maart 2007 stond Pelmelay weer in de schijnwerpers in de Theatershow "The Soul of Motown". De afsluiting van deze show was in de RAI te Amsterdam met medewerking van The Three Degrees, The Supremes en Jocelyn Brown. Ook was te zien in haar strijd met haar overgewicht in De Afvallers met Sterren op SBS6. De zangeres viel meer dan dertien kilo af. Het gewichtsverlies en de vele gesprekken met haar coach Hein Vergeer lieten Pelmelay inzien dat het ook anders kon. In 2007 gaf Pelmelay een gala ter gelegenheid van het goede doel 'Cystic Fybrosis'; zij haalde honderdduizend euro met haar actie op en is sinds 2008 ambassadrice van de NCFS (Nederlandse Cystic Fibrosis Stichting).
In 2010 kwam Pelmelay uit met de single "Wereld zonder liefde en De regen voorbij", beide stukken geschreven door Peter Groenendijk. In 2011 kwam Pelmelay uit met een nieuwe single "Ik laat je nooit meer gaan", geschreven door Edwin Schimscheimer en Bert Meulendijk. Zij is/was met deze single regelmatig te zien en te horen op tv en radio waaronder bij Koffie MAX, Sterren.nl en de Wereldomroep. 
In 2012 was Pelmelay een van de deelnemers aan het SBS6-programma Sterren Springen op Zaterdag, waarbij ze leerde schoonspringen. Pelmelay viel als een van de eerste af nadat ze twee ribben kneusde tijdens een sprong. Datzelfde jaar schreef zij samen met haar toenmalige partner het liedje "de tijd stond stil"naar aanleiding van de gekapseisde cruiseboot de Costa Concordia. Naar aanleiding van haar levensbedreigende ziekte heeft zij met haar levenspartner ook het liedje geschreven "Doe wat je moet doen". Tevens wordt haar nieuwe album verwacht waarvan drie liedjes worden geschreven door Justine Pelmelay zelf en haar toenmalige levenspartner Ronald van Driel.

### Privéleven
Pelmelay is twee keer getrouwd geweest. Ze woont in Zwijndrecht en heeft drie kinderen: een dochter en een tweeling (een dochter en een zoon).
Eind 2012 werd bekend dat Pelmelay lijdt aan een ernstige beenmergziekte.

## Singles
- 1987 Smiley people / Smiley people (instrumental) Touch Down 221.069 (Pasadena Dream Band)
- 1989 Blijf zoals je bent / Stay the way you are CNR Records 145.489-7 (als Justine)
- 1990 The man I love / Just CNR Records 142.387-7 (als Justine)
- 1991 Hold me / We've got tonight CNR Records 142.428-7 (als Justine)
- 1995 Waarom huil je toch, Nona Maris? / Sarinah VNC 55 1553-2 (Justine & Marlon)
- 1995 E tanase / Oleh sioh VNC 55 1564-2 (Justine & Marlon)
- 1996 Een vriend laat je niet in de steek / My best friend ABCD 30002-3
- 1996 Perhaps love (Liefde is...) / Just married ABCD 30007-3 (Perhaps love: John Denver & Justine Pelmelay)
- 1997 De laatste keer / De laatste keer (karaoke versie) ABCD 30076-3
- 2001 Alles wat ik wil / Alles wat ik wil (karaoke versie) JPQ Records 5523762
- 2001 Ik geloof in jou / Ik geloof in jou (karaoke versie) JPQ Records 5524492
- 2005 Just one kiss / Just one kiss (instrumental) SPL Records SPL-200-5-05 (Dutch Diva's)
- 2006 Nothing's gonna shut me up (radio edit) / Nothing's gonna shut me up (instrumental) SPL Records SPL-200-6-08
- 2010 " Wereld zonder Liefde" JPQ Music
- 2011 Ik laat je nooit meer gaan (als Justine)
- 2012 De tijd stond even stil (naar aanleiding van de scheepsramp die zij heeft meegemaakt)
- 2013 " Doe wat je moet doen" ( naar aanleiding van haar bedreigende ziekte )

## Albums
- 1992 Christmas album Blokker BV LPBL 1001
- 1993 The wedding album Pink Records 270771
- 1995 Ramé ramé met Justine & Marlon VNC 55 1042-2 (Justine & Marlon)
- 1995 Liedjes van verlangen VNC 55 1050-2 (Justine & Marlon)
- 1995 Kerst in de gordel van smaragd VNC 55 1053-2 (met Marlon, Wieteke van Dort, Rudy van Dalm, Andres en Chris Latul)

## Bijdragen aan diverse albums
- 1994 Hou me vast (duet met Eric Beekes op Erics cd Eens komt er een dag) Koch International 323 248 F1
- 1997 Can't help lovin' that man of mine (op de CD The greatest musical hits of the century) Sony Music Media 488270-2)
- 1997 The first Noel (op de CD Appelsientje kerstconcert) Eddy Ouwens Special Products EOP95299-2

## Trivia
- Pelmelay was een van de opvarenden van het cruiseschip Costa Concordia, dat in januari 2012 voor de kust van Toscane verongelukte, maar zij bleef ongedeerd.[4]

1956: Jetty Paerl + Corry Brokken · 
1957: Corry Brokken · 
1958: Corry Brokken · 
1959: Teddy Scholten · 
1960: Rudi Carrell · 
1961: Greetje Kauffeld · 
1962: De Spelbrekers · 
1963: Annie Palmen · 
1964: Anneke Grönloh · 
1965: Conny Vandenbos · 
1966: Milly Scott · 
1967: Thérèse Steinmetz · 
1968: Ronnie Tober · 
1969: Lenny Kuhr · 
1970: Hearts of Soul · 
1971: Saskia & Serge · 
1972: Sandra & Andres · 
1973: Ben Cramer · 
1974: Mouth & MacNeal · 
1975: Teach-In · 
1976: Sandra Reemer · 
1977: Heddy Lester · 
1978: Harmony · 
1979: Xandra · 
1980: Maggie MacNeal · 
1981: Linda Williams · 
1982: Bill van Dijk · 
1983: Bernadette · 
1984: Maribelle · 
1986: Frizzle Sizzle · 
1987: Marcha · 
1988: Gerard Joling · 
1989: Justine Pelmelay · 
1990: Maywood · 
1992: Humphrey Campbell · 
1993: Ruth Jacott · 
1994: Willeke Alberti · 
1996: Maxine & Franklin Brown · 
1997: Mrs. Einstein · 
1998: Edsilia Rombley · 
1999: Marlayne · 
2000: Linda Wagenmakers · 
2001: Michelle · 
2003: Esther Hart · 
2004: Re-union · 
2005: Glennis Grace · 
2006: Treble · 
2007: Edsilia Rombley · 
2008: Hind · 
2009: Toppers · 
2010: Sieneke · 
2011: 3JS · 
2012: Joan Franka · 
2013: Anouk · 
2014: The Common Linnets · 
2015: Trijntje Oosterhuis · 
2016: Douwe Bob ·
2017: OG3NE · 
2018: Waylon · 
2019: Duncan Laurence · 
2021: Jeangu Macrooy · 
2022: S10 ·
2023: Mia Nicolai & Dion Cooper ·
2024: Joost Klein ·
2025: Claude